# Zelotomys hildegardeae
Zelotomys hildegardeae és una espècie de mamífer rosegador de la família dels múrids. Viu a Angola, Burundi, Kenya, Malawi, la República Centreafricana, la República Democràtica del Congo. Ruanda, el Sudan del Sud, Tanzània, Uganda i Zàmbia. Els seus hàbitats naturals són les sabanes humides i els herbassars. És una espècie en risc mínim, és a dir, no sembla que hi hagi cap amenaça significativa per a la seva supervivència. Aquest tàxon fou anomenat en honor de l'antropòloga i zoòloga Hildegarde Beatrice Hinde.